# ناسيونال ماديرا
نـادي ناسيونال ماديرا (بالبرتغالية: Clube Desportivo Nacional‏) هو نادي كرة قدم برتغالي، تأسس في 8 ديسمبر 1910. يقع النادي في مدينة فونشال، وهي عاصمة منطقة حكم ذاتي لجزر الماديرا. يلعب الفريق مبارياته الرسمية على ملعب المعروف باسم ملعب ماديرا والذي يتسع لحضور 5,132 متفرج. ويلبس لاعبوه ويكتسي اللباس المخطط باللونين المخططين الأبيض والأسود.
أشهر من لعب للنادي هو البرتغالي كريستيانو رونالدو، حيث لعب موسمين لـ نادي جزيرته الشهيرة ما بين عامي (1995-97).

## التاريخ
وصل ناسيونال إلى دوري الدرجة الأولى للمرة الأولى على الإطلاق في ثلاثة مواسم منذ عام 1988. تحت قيادة المدرب خوسيه بيسيرو، عاد الفريق في موسم 2002-2003 بعد أن فاز بالمركز الثالث.وأنهى الفريق الموسم في المركز الحادي عشر بأريحية، حيث حقق الفريق الفوز على بنفيكا 1-0 على أرضه في 28 سبتمبر 2002 والفوز 3-2 على نادي ماريمو في ديربي ماديرا في 2 فبراير التالي.

## ألقاب النادي
- الدوري البرتغالي الدرجة الثانية:
  - البطل (1): 1999–00
- دوري ماديرا:
  - البطل (8): 1934–35, 1936–37, 1938–39, 1941–42, 1942–43, 1943–44, 1968–69, 1974–75
- كأس ماديرا:
  - البطل (6): 1943–44, 1944–45, 1973–74, 1974–75, 2001–02, 2007–08

## وصلات خارجية
- الموقع الرسمي